# 沙鞭
沙鞭（学名：Psammochloa villosa）是一种禾本科植物。这种植物主要分布在内蒙古的沙漠，如巴丹吉林沙漠、乌兰布和沙漠、腾格里沙漠、库布齐沙漠以及毛乌素沙地；此外主要分布在蒙古。